# Ecloge

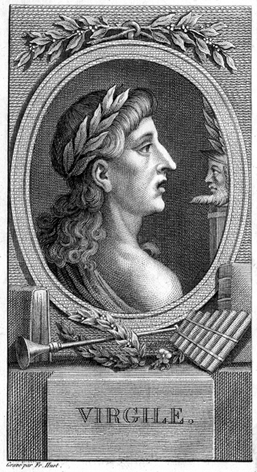
Vergilius

Ecloge – ook wel: ekloge (Griekse spelling) en ecloga (Latijnse spelling)  - is een benaming voor een herdersdicht en maakt deel uit van de bucolische poëzie.
Het woord ecloge kennen we vooral van de tien herdersdichten (Bucolica) die Vergilius in 38 v.Chr. publiceerde en die doorgaans Eclogae worden genoemd. Het uit het Grieks afkomstige woord ekloge (ἐκλογή) betekent eigenlijk ‘keus’. Het is waarschijnlijk dat Vergilius niet zelf de naam ecloga gebruikte, maar dat die door latere grammatici aan zijn gedichten is gegeven.
De Eclogae of Eclogen van Vergilius zijn tien herdersdichten, die Vergilius dichtte naar het voorbeeld van Theocritus, de uitvinder van het herdersdicht. Ze zijn geschreven in dactylische hexameters en variëren in lengte van 63 tot 111 regels. De meeste zijn gesprekken tussen herders. Sinds Vergilius is de naam ecloge een algemeen gebruikte naam voor dit soort gedichten.
We kennen verder zeven eclogen die ene Calpurnius Siculus schreef in de tijd van Nero, en van de derde-eeuwse dichter Nemesianus zijn vier eclogen overgeleverd. 
Zeer invloedrijk werd in later eeuwen Vergilius’ vierde ecloge, waarin de komst van een bijzonder kind wordt aangekondigd die een nieuwe tijd zal inluiden. Dit werd al snel uitgelegd als een aankondiging van de geboorte van Christus.
In de middeleeuwse Latijnse literatuur werd het genre van het herdersdicht niet altijd begrepen. Zo schreef bisschop Radboud ca. 900 een Ecloga pro St. Lebuino, waarin hij de kerstenende activiteiten van Lebuïnus beschrijft.
In de Neolatijnse literatuur werd het genre van de ecloga veel beoefend. Het woord werd door de neolatinisten ook wel gespeld als (a)egloga, omdat men dacht dat het verwant was met αἱγ- (aeg), het Griekse woord voor ‘geit’. Geleidelijk ontstonden er enkele varianten op het genre. Zo schreef Iacopo Sannazaro (1458-1530) vijf Eclogae piscatoriae, waarin hij de herders verving door vissers, en schreef de Franse jezuïet René Rapin christelijke eclogen: Eclogae Sacrae (1659).